# جيران خانم
مهد علياء جيران خانم (بالفارسية: مهدعلیا جیران خانم) هي زوجة الزعيم محمد حسن خان قاجار وأم الشاه محمد خان القاجاري وبذلك هي الملكة الأم الأولى في تاريخ الدولة القاجارية، وصِفَت بأنها سيدة شُجاعة وحكيمة، وعلى يديها تعلم ولدها آغا محمد خان القراءة والكتابة والرماية وركوب الخيل وحفظ القرآن الكريم.